# Oğuz Dağlaroğlu
Oğuz Dağlaroğlu (* 18. August 1979 in Istanbul) ist ein ehemaliger türkischer Fußballtorwart und -trainer.

## Spielerkarriere

### Verein
Dağlaroğlu machte sein Debüt in die Süper Lig am 19. Februar 2000 gegen İstanbulspor. Bei Fenerbahçe Istanbul war er die gesamte Zeit hinter Rüştü Reçber die Nummer zwei. In der Saison 2000/01 wurde er mit Fenerbahçe türkischer Meister. Zur Saison 2003/04 wechselte er von den Blau-Gelben zum Stadtrivalen İstanbulspor. Dort war er sofort Stammtorwart. Nach der Saison 2004/05 wechselte er aufgrund des Abstiegs von Istanbulspor zu Diyarbakırspor. Für Diyarbakırspor und später Sivasspor kam er nur auf zwei Spiele.
Im Sommer 2006 verpflichtete ihn Gaziantepspor. Nach zwei Jahren in Gaziantep wechselte er in die 3. Liga zu Şanlıurfaspor. Nach nur einer halben Saison ging er in die 2. Liga zu Kartalspor. Ab der Saison 2010/11 spielt er für den türkischen Zweitligisten Tavşanlı Linyitspor in der Bank Asya 1. Lig. Hier schaffte er es mit seiner Mannschaft in die Play-offs und verpasste erst im letzten Spiel den Aufstieg in die Süper Lig.
Nachdem sein Einjahresvertrag mit Tavşanlı Linyitspor abgelaufen war, wechselte er dann innerhalb der Liga zu Akhisar Belediyespor. Auch hier etablierte er sich sofort als Stammtorwart. Mit seiner Mannschaft erreichte Dağlaroğlu zum Saisonende völlig überraschend die Meisterschaft der TFF 1. Lig und damit den direkten Aufstieg in die Süper Lig.
Im Sommer 2015 wechselte er zum Zweitligisten Adana Demirspor. Bei diesem Verein wurde er im Laufe der Hinrunde aus dem Kader suspendiert und zog anschließend in der Wintertransferperiode 2015/16 zum Istanbuler Zweitligisten Sarıyer SK weiter.

### Nationalmannschaft
Dağlaroğlu startete seine Länderspielkarriere 1996 mit einer Nominierung bei der türkischen U-18-Nationalmannschaft. Nachdem er in dieser Nominierung zu keinem Einsatz gekommen war, absolvierte er 1997 zwei Einsätze für die türkische U-18-Auswahl und fünf für die U-17-Auswahl.
2001 absolvierte er schließlich zwei Einsätze für die Türkischen U-21-Nationalmannschaft.

## Trainerkarriere
Dağlaroğlu entschied sich nach seiner Fußballtorhüterlaufbahn als Trainer aktiv zu sein und übernahm als erste Tätigkeit in der Saison 2016/17 die U-15-Jugend von Sarıyer SK.

## Erfolg
Mit Fenerbahçe Istanbul
- Türkischer Meister: 2000/01

Mit Akhisar Belediyespor
- Meister der TFF 1. Lig und Aufstieg in die Süper Lig: 2011/12

## Trivia
- Dağlaroğlu gehört einer Familie an die tief verwurzelt ist mit Fenerbahçe Istanbul. So war sein Großvater Dr. Rüştü Dağlaroğlu war als Fußballspieler, später als Klubfunktionär und wichtiger Chronist für den Klub aktiv.[2]
- Dağlaroğlu studierte an der renommierten Universität Istanbul Betriebswirtschaftslehre und schloss sein Studium erfolgreich ab.